# Opsitycha
Opsitycha é um gênero de traça pertencente à família Agonoxenidae.